# Hauge (Familienname)
Hauge ist ein germanischer Familienname.

## Herkunft und Bedeutung
Hauge ist entweder ein Wohnstättenname oder die Benennung erfolgte nach einem Rufnamen. Als Wohnstättenname geht er auf das altnordische Wort haugr (deutsch: Hügel, Steinhaufen) zurück, er bezeichnete also Personen die an einem Hügel oder Steinhaufen wohnten. Ansonsten geht die Namensherkunft entweder auf den einstämmigen Rufnamen Huge oder auf Kurzformen aus Vollformen wie Hugbert oder Hugfried zurück.

## Namensträger
- Alfred Hauge (1915–1986), norwegischer Schriftsteller und Journalist
- Andreas Hauge (1815–1892), norwegischer lutherischer Geistlicher und Politiker
- Carl W. Hauge (1908–1998), US-amerikanischer Filmtechniker
- Christen Nielsen Hauge (1870–1940), dänischer Politiker (Socialdemokraterne) und Minister
- Eivind Hiis Hauge (* 1939), norwegischer Physiker
- Dagfinn Hauge (1908–2007), norwegischer lutherischer Bischof
- Finn Hauge (* 1950), norwegischer Jazzmusiker
- Frederic Hauge (* 1965), norwegischer Naturschützer
- Gabriel Hauge (1914–1981), US-amerikanischer Wirtschaftswissenschaftler
- Hans Nielsen Hauge (1771–1824), norwegischer Laienprediger und Stifter der Haugianer
- Hans Nilsen Hauge (1853–1931), norwegischer lutherischer Geistlicher und Politiker
- Heidi Hauge (* 1967), norwegische Countrymusikerin
- Ingard Teigstol Hauge (1915–2001), norwegischer Literaturwissenschaftler
- Jens Christian Hauge (1915–2006), norwegischer Widerstandskämpfer und Politiker
- Jens Gabriel Hauge (1927–2005), norwegischer Biochemiker
- Jens Petter Hauge (* 1999), norwegischer Fußballspieler
- Jesper Hauge (* 1972), dänischer Basketballspieler
- Johan Kristian Hauge (1879–1967), norwegischer Schauspieler
- Kjell Ove Hauge (* 1969), norwegischer Kugelstoßer
- Knut Hauge (Schriftsteller) (1911–1999), norwegischer Schriftsteller
- Knut Hauge (Diplomat) (* 1953), norwegischer Diplomat
- Kolbjørn Hauge (1926–2007), norwegischer Schriftsteller
- Konrad Hauge (1903–1990), norwegischer Leichtathlet
- Lars Oskar Hauge (* 1998), norwegischer Schachspieler
- Liv Andrea Hauge (* 1995), norwegische Jazzmusikerin
- Marie Hauge (1864–1931), norwegische Malerin
- Marit Hauge (* 1957), norwegische Schriftstellerin
- Nicolay Hauge (* 1988), norwegischer Handballspieler
- Olav H. Hauge (1908–1994), norwegischer Lyriker und Übersetzer
- Øystein Hauge (* 1956), norwegischer Schriftsteller
- Raymond Hauge (* 1971), norwegischer Poolbillardspieler
- Ron Hauge, US-amerikanischer Drehbuchautor
- Runar Hauge (* 2001), norwegischer Fußballspieler
- Rune Hauge (Spielervermittler) (* 1954), norwegischer Spielervermittler
- Rune Hauge (Skispringer), norwegischer Skispringer
- Sakura Hauge (* 1987), norwegisch-japanische Handballspielerin
- Steinar Hauge (1903–1990), norwegischer Veterinärmediziner
- Svein Dag Hauge (* 1959), norwegischer Gitarrist, Songwriter und Musikproduzent
- Svein Harry Hauge (* 1966), norwegischer Schauspieler
- Sven Hauge (1923–1997), norwegischer General
- Terje Hauge (* 1965), norwegischer Fußballschiedsrichter
- Yngvar Hauge (1899–1977), norwegischer Schriftsteller